# Champagne (película)
Champagne, película perteneciente a la etapa inglesa de Alfred Hitchcock, es una comedia basada en una historia original del escritor y crítico inglés Walter C. Mycroft que cuenta cómo una chica se ve obligada a buscar trabajo después de la ruina económica de su padre.

## Reparto
- Betty Balfour: Niña
- Jean Bradin: Niño
- Ferdinand von Alten: El hombre(Theo Von Alten)
- Gordon Harker: El padre

## Enlaces
- Champagne en Internet Movie Database (en inglés).

- Datos: Q1061079
- Multimedia: Champagne (1928 film) / Q1061079